# Guds rike är ej fjärran
Guds rike är ej fjärran är en psalm med text skriven 1967 av Bo Setterlind och musik skriven 1974 av Karl-Olof Robertson. Första versen är hämtad från Lukasevangeliet 17:21.

## Publicerad i
- Herren Lever 1977 som nummer 913 under rubriken "Tillsammans i världen - Samhälle - arbetsliv".[1]